# Rose Snow
Rose Snow ist das Pseudonym des deutsch-österreichischen Autorenduos, bestehend aus Carmen Schmit (* 30. September 1980 in Wien) und Ulrike Mayrhofer (* 11. Mai 1981 in Wien), das Jugendfantasybücher verfasst.

## Leben
Die Autorinnen besuchten gemeinsam die Schule in Wien und freundeten sich bereits dort an. Carmen Schmit arbeitete nach ihrem Abitur in einer Bank. Ulrike Mayrhofer studierte in Wien und zog anschließend nach Hamburg und arbeitete im Bereich Marketing.
2015 veröffentlichten Schmit und Mayrhofer ihren Debütroman 8 Sinne – Band 1 der Gefühle als Selbstpublikation. Alle weiteren Werke erschienen auch zunächst ohne Verlag. Als erstes Verlagsbuch erschien 2018 der Roman Ein Augenblick für immer. Das erste Buch der Lügenwahrheit im Ravensburger Verlag. Gleichzeitig veröffentlichten Rose Snow alle 10 Bände der 8 Sinne Saga als Taschenbuch mit einem überarbeiteten Cover über Books on Demand. Die 2019 selbstpublizierte Reihe 19 – Die Bücher der magischen Angst landete schon kurz nach der Erscheinung auf der Bild-Bestsellerliste in der Kategorie Belletristik, die 2021 im Ravensburger Verlag als Taschenbuch publiziert wurde. Die Rechte an den Taschenbuchausgaben der vorher in Selbstpublikation veröffentlichten Reihen 3 Lilien – Die Bücher des Blutadels und 12 – Die Bücher der Mitternacht konnten die Autorinnen bereits 2020 an den Ravensburger Verlag verkaufen. Bis Herbst 2021 veröffentlichte Rose Snow insgesamt 35 Titel in 10 Reihen.
Der Name Rose Snow entstand bei einem Autorenworkshop, bei dem die beiden Autorinnen wegen ihrer unterschiedlichen Haarfarbe als Schneeweißchen und Rosenrot verglichen wurden.
Die Veröffentlichungen unter Rose Snow enthalten immer eine Ziffer. Laut Autorinnen gibt es dafür keinen besonderen Grund, sondern ist zufällig entstanden.
Seit 2016 veröffentlichen Schmit und Mayrhofer unter dem Pseudonym Anna Pfeffer Kinder- und Jugendromane. Der Name Anna Pfeffer soll für freche und witzige Bücher für Kinder und Jugendliche stehen und wurde gemeinsam mit dem cbj Kinderbücher Verlag erarbeitet.

## Werke (Auswahl)

### Buch-Reihen von Rose Snow

#### 8 Sinne – Bände der Gefühle
- 8 Sinne – Band 1 der Gefühle. Books on Demand, 2015, ISBN 978-3-7460-6221-1.
- 8 Sinne – Band 2 der Gefühle. Books on Demand, 2015, ISBN 978-3-7460-6214-3.
- 8 Sinne – Band 3 der Gefühle. Books on Demand, 2015, ISBN 978-3-7460-6219-8.
- 8 Sinne – Band 4 der Gefühle. Books on Demand, 2015, ISBN 978-3-7460-6223-5.
- 8 Sinne – Band 5 der Gefühle. Books on Demand, 2015, ISBN 978-3-7460-6226-6.
- 8 Sinne – Band 6 der Gefühle. Books on Demand, 2015, ISBN 978-3-7460-6227-3.
- 8 Sinne – Band 7 der Gefühle. Books on Demand, 2015, ISBN 978-3-7460-6227-3.
- 8 Sinne – Band 8 der Gefühle. Books on Demand, 2015, ISBN 978-3-7460-6232-7.
- 8 Sinne – Band 9 der Gefühle. Books on Demand, 2015, ISBN 978-3-7460-6233-4.
- 8 Sinne – Band 10 der Gefühle. Books on Demand, 2015, ISBN 978-3-7460-6236-5.

#### Die 11 Gezeichneten – Die Bücher der Sterne
- Die 11 Gezeichneten – das erste Buch der Sterne. Eigenverlag, 2017, ISBN 978-1-5215-3962-0.
- Die 11 Gezeichneten – das zweite Buch der Sterne. Eigenverlag, 2017, ISBN 978-1-5217-4169-6.
- Die 11 Gezeichneten – das dritte Buch der Sterne. Eigenverlag, 2017, ISBN 978-1-5215-3962-0.

#### 17 – Die Bücher der Erinnerung
- 17 – Das erste Buch der Erinnerung. Ravensburger Buchverlag, Ravensburg 2018, ISBN 978-3-473-58534-2.
- 17 – Das zweite Buch der Erinnerung. Ravensburger Buchverlag, Ravensburg 2018, ISBN 978-3-473-58535-9.
- 17 – Das dritte Buch der Erinnerung. Ravensburger Buchverlag, Ravensburg 2018, ISBN 978-3-473-58537-3.
- 17 – Das vierte Buch der Erinnerung. Ravensburger Buchverlag, Ravensburg 2018, ISBN 978-3-473-58538-0.

#### 7 – Die Bücher des Spiels
- 7 – Wie es begann (Band 1). Eigenverlag, 2019, ISBN 978-1-6790-8017-3.
- 7 – Das erste Buch des Spiels (Band 2). Eigenverlag, 2019, ISBN 978-1-6789-7584-5.
- 7 – Das zweite Buch des Spiels (Band 3). Eigenverlag, 2020, ISBN 978-1-6572-0604-5.

#### 3 Lilien – Die Bücher des Blutadels
- 3 Lilien – Das erste Buch des Blutadels. Ravensburger Verlag, Ravensburg 2020, ISBN 978-3-473-58565-6.
- 3 Lilien – Das zweite Buch des Blutadels. Ravensburger Verlag, Ravensburg 2020, ISBN 978-3-473-58566-3.
- 3 Lilien – Das dritte Buch des Blutadels. Ravensburger Verlag, Ravensburg 2020, ISBN 978-3-473-58580-9.

#### 12 – Die Bücher der Mitternacht
- 12 – Das erste Buch der Mitternacht. Ravensburger Verlag, Ravensburg 2020, ISBN 978-3-473-40190-1.
- 12 – Das zweite Buch der Mitternacht. Ravensburger Verlag, Ravensburg 2020, ISBN 978-3-473-40193-2.

#### 19 – Die Bücher der magischen Angst
- 19 – Das erste Buch der magischen Angst. Ravensburger Verlag, Ravensburg 2021, ISBN 978-3-947785-02-5.
- 19 – Das zweite Buch der magischen Angst. Ravensburger Verlag, Ravensburg 2021, ISBN 978-3-473-58593-9.
- 19 – Das dritte Buch der magischen Angst. Ravensburger Verlag, Ravensburg 2021, ISBN 978-3-473-58605-9.

#### 2 Seelen – Die Bücher der Unsterblichkeit
- 2 Seelen – Das erste Buch der Unsterblichkeit. Ravensburger Verlag, Ravensburg 2022, ISBN 978-3-473-40211-3.

#### 1 – Die Bücher der Lügenwahrheit
- Ein Augenblick für immer. Das erste Buch der Lügenwahrheit. Ravensburger Verlag, Ravensburg 2021, ISBN 978-3-473-58594-6
- Ein Augenblick für immer. Das zweite Buch der Lügenwahrheit. Ravensburger Verlag, Ravensburg 2021, ISBN 978-3-473-58606-6
- Ein Augenblick für immer. Das dritte Buch der Lügenwahrheit. Ravensburger Verlag, Ravensburg 2022, ISBN 978-3-473-58610-3

### Einzelbände von Anna Pfeffer
- Für dich soll's tausend Tode regnen. cbj, München 2016, ISBN 978-3-570-17155-4.
- New York zu verschenken. cbj, München 2017, ISBN 978-3-570-17397-8.
- Flo oder Der Tag, an dem die Maus verrutschte. cbj, München 2017, ISBN 978-3-570-17406-7.
- Unter uns nur Wolken. Aufbau Taschenbuch Verlag, Berlin 2018, ISBN 978-3-7466-3430-2.

### 64 – Die Bücher des Wandels
- 64 – Das erste Buch des Wandels. Eigenverlag, 2023, ISBN 979-8868038792.